# Parodontomelus meridianus
Parodontomelus meridianus är en insektsart som beskrevs av Jennifer L. Hollis 1960-1990. Parodontomelus meridianus ingår i släktet Parodontomelus och familjen gräshoppor. Inga underarter finns listade i Catalogue of Life.